# Alphitonia ponderosa
Espèce
Classification phylogénétique
Statut de conservation UICN

 VU  : Vulnérable
Alphitonia ponderosa est une espèce de plantes à fleurs du genre Alphitonia et de la famille des Rhamnaceae.

## Description
Alphitonia ponderosa est un arbre qui peut atteindre de 15 à 24 mètres et un diamètre à hauteur de poitrine de 20 à 60 centimètres.
Les feuilles alternes sont évasées, longues de 5 à 15 cm et ont des pétioles de 13 à 25 millimètrs. Les feuilles sont brillantes, glabres et vertes sur le dessus, mais sont d'un vert pâle terne avec des veines de couleur rouille sur le dos.
Les fleurs sont polygames et forment des cymes à la base des feuilles. Elles ont un diamètre de 6 mm ; les cinq sépales mesurent 1,5 mm et couvrent cinq pétales de 0,75 mm.
Le fruit est une drupe de 15 mm de diamètre, qui contient deux à trois graines. Les graines sont brillantes, oblongues et couvertes de rouge.

## Répartition
Alphitonia ponderosa est endémique des îles Hawaï. Elle se trouve dans les forêts décidues sèches tropicales et subtropicales, à des altitudes de 240 à 1 250 m dans toutes les îles principales, mais elle est rare sauf à Kauai. Elle pousse comme un arbuste sur les crêtes exposées.

## Écologie
Alphitonia ponderosa est considérée comme une espèce vulnérable par l'Union internationale pour la conservation de la nature en raison de sa répartition fragmentée et de la diminution de sa population. Les principales menaces sont les rats, les cochons, les cervidés, la compétition avec les espèces envahissantes et les incendies de forêt.

## Exploitation
Alphitonia ponderosa se fait appeler localement « kauila », tout comme Colubrina oppositifolia. Le bois brun rougeâtre de A. ponderosa est très prisé pour sa beauté, sa force et sa densité. Il servait de substitut du métal par les autochtones hawaïens pour des appâts, des dagues, des lances grandes et petites, des bâtons fouisseurs, du tissu, des leiomanos (gourdins avec des glossopètres) et des tikis.

## Source de la traduction
- (en) Cet article est partiellement ou en totalité issu de l’article de Wikipédia en anglais intitulé « Alphitonia ponderosa » (voir la liste des auteurs).